# Imperial State Electric
Imperial State Electric es una banda de rock fundada por el frontman de The Hellacopters, Nicke Andersson (cantante y guitarra), Dolph de Borst (The Datsuns) (cantante y bajo eléctrico), Tobias Egge (cantante y guitarra) y Tomas Eriksson en batería. La banda lanzó su primer álbum el 28 de marzo de 2010.

## Historia
Después de la ruptura de The Hellacopters en 2008, Nicke Andersson comenzó a trabajar en un álbum en solitario, grabando todos los instrumentos de las ocho canciones compuestas por él, sin embargo Nicke cambió de opinión y pensó que era mejor formar una banda. Reclutó a Dolf de Borst, Tobias Egge y Tomas Eriksson, con los que anteriormente había trabajado en un grupo de versiones llamado Cold Ethyl después de dejar The Hellacopters.

## Miembros
Miembros actuales
- Nicke Andersson: Cantante, Guitarra
- Dolf de Borst: Coro, Bajo eléctrico
- Tobias Egge: Coro, Guitarra
- Tomas Eriksson: Batería (instrumento musical), Percusión

Otras contribuciones
- Robert Pehrsson: Coros y guitarra remplazando a Tobias Egge en la gira por España en febrero y marzo de 2011
- Dregen: Coros y tercer guitarrista en diferentes conciertos como artista invitado.
- Neil Leyton: Cantante, acompañó al grupo en la gira por España en 2010.

## Discografía

### Álbumes
- 2010: Imperial State Electric [Psychout Records]
- 2012: Pop War [Psychout Records]
- 2013: Reptile Brain Music [Psychout Records]
- 2015: Honk Machine [Psychout Records]
- 2016: All Through the Night [Psychout Records]

### Recopilaciones
- 2013: Radio Electric [Trooper Entertainment] Recopilación exclusiva de canciones solo a la venta en Japón

### EP
- 2011: In Concert [Psychout Records]
- 2014: Eyes [Psychout Records]

### Singles
- 2010: "That's Where It's At" / "Oh Babe" [Ghost Highway Recordings]
- 2010: "Resign"
- 2010: "Castaway" with The Bloodlights [Soulseller Records]
- 2011: "Wail Baby Wail" / "Fight It Back"  [Ghost Highway Recordings]
- 2011: "Rock Science" [Psychout Records] and Rock Science Records (Sent as part of the Rock Science Game Board)[1]
- 2012: "You Don't Want To Know" / "Maggie May" [Ghost Highway Recordings]
- 2012: "I Ain't Gonna Be History" / "Wild Tales" [Onslaught Of Steel Records]
- 2012: "Sheltered in the Sand" / "Black Widow Blues" [Psychout Records]
- 2012: "Cagey Cretins" with Smoke Mohawk [Lightning Records]
- 2012: "Can't Seem to Shake It Of My Mind" / "Cry A Little Longer" [Psychout Records]
- 2013: "Policy of Truth" with Mary's Kids [Bootleg Booze]
- 2013: "Uh Huh" (electric & acoustic versions) [Psychout Records]
- 2013: "Reptile Brain" / "Reptile Sludge" [Psychout/Bootleg Booze]
- 2014: "(Why Don't You) Leave It Alone" / "Heeby Jeebies" [AM Records]
- 2014: "What You Want" / "How Can You Do It Baby" [Ghost Highway Recordings]
- 2015: "All Over My Head" [Psychout Records]
- 2016: "Read Me Wrong" [Psychout Records]